# L'Affaire Klimt
Pour plus de détails, voir Fiche technique et Distribution.
L'Affaire Klimt (titre original : Stealing Klimt) est un film documentaire britannique de Jane Chablani sorti en 2007, dédié à la tentative de Maria Altmann de récupérer cinq tableaux de Gustav Klimt volés à sa famille par les nazis en 1938, en Autriche,. Il raconte ainsi la jeunesse de Maria Altmann au début du XXe siècle à Vienne, son évasion des nazis et sa lutte pour récupérer les cinq tableaux.
Il a inspiré le film de 2015 La Femme au tableau et il est crédité à la fin de ce dernier (« Inspiré par le documentaire Stealing Klimt »).
Parmi les cinq peintures volées, il y a le Portrait d'Adele Bloch-Bauer I, à savoir le célèbre portrait de la tante de Maria Altmann, Adele Bloch-Bauer, qui avait été rebaptisée, après sa spoliation, la femme en or.
Maria Altmann choisira E. Randol Schoenberg, un avocat californien d'origine autrichienne, pour la représenter dans sa quête juridique pour récupérer les cinq Klimt. Mme Altmann et Me Schoenberg sont assistés par Hubertus Czernin, un journaliste autrichien qui avait précédemment enquêté et révélé les activités durant la Seconde Guerre mondiale de Kurt Waldheim, un ancien président de l'Autriche et secrétaire général de l'ONU.
La bataille juridique abouti finalement à la Cour suprême des États-Unis. Maria Altmann doit affronter non seulement l'Autriche, mais aussi le département d'État américain. La Cour suprême des États-Unis donne raison à Mme Altmann et un comité d'arbitrage autrichien décide alors que les cinq tableaux lui appartiennent. Ronald Lauder paiera 135 millions de dollars pour la femme en or et l'accrochera dans sa Neue Galerie à New York. Les autres tableaux sont vendus par Christie's à des acheteurs privés.

## Personnalités apparaissant dans le film
- Maria Altmann
- Michael J. Bazyler
- Hubertus Czernin
- Gerbert Frodl (images d'archives)
- Elisabeth Gehrer (images d'archives)
- Joseph Goebbels (images d'archives)
- Adolf Hitler (images d'archives)
- Willi Korte
- Sophie Lillie
- Jonathan Petropoulos
- E. Randol Schoenberg
- Arthur Seyß-Inquart (images d'archives)
- Monica Strauss
- Gottfried Toman
- Kurt Waldheim  (images d'archives)
- Tina Walzer